# تاريخ الحزب المحافظ (المملكة المتحدة)

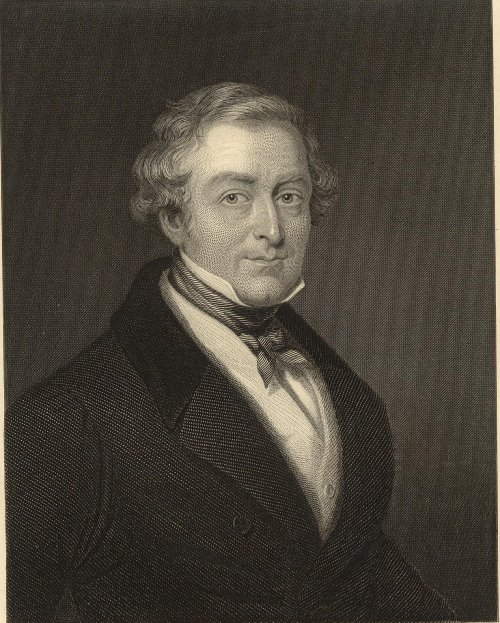
روبيرت بيل، مؤسس حزب االمحافظين، وأول رئيس وزراء محافظ (1788 – 1850).

يُعد حزب المحافظين أقدم حزب سياسي في المملكة المتحدة، ويدعي البعض أنه الأقدم في العالم أجمع. نُظم الحزب الحالي للمرة الأولى في ثلاثينيات القرن التاسع عشر، واعتُمد حينها اسم «المحافظ» بشكل رسمي. يُشار للحزب باللغة الإنجليزية في الكثير من الأحيان باسم «Tory Party» لعدة أسباب من بينها اختصار كلمة Conservative الإنجليزية التي تعني «محافظ». كان حزب المحافظين ائتلافًا شكل أغلب الحكومات التي تعاقبت على البلاد منذ عام 1760 حتى صدور قانون الإصلاح لعام 1832. آمن الإصلاحيون المطالبون بالتحديث بأن الزمن قد عفا على حزب «العرش والمذبح والكوخ» التقليدي، لكن حزب المحافظين، ظل متمكنًا من الاحتفاظ بقوته بين صفوف الملكيين والأنجيليين المتدينين وملاك الأراضي والمستأجرين في مواجهة جمهور الناخبين.

## تاريخ
بعد توسيع حق الانتخاب في القرن التاسع عشر، عمل الحزب المحافظ على نشر أفكاره، لاسيما في عهد بنجامين دزرائيلي الذي تسبب إصداره لقانون الإصلاح لعام 1867 بزيادة عدد الناخبين بشكل كبير. بعد عام 1886، تحالف حزب المحافظين مع أحد أفرع الحزب الليبرالي المعروف باسم الحزب الليبرالي الاتحادي، والذي عارض دعم الليبراليين لحركة الحكم الذاتي الإيرلندي، وتمكن التحالف الجديد من حكم البلاد لأغلب السنوات العشرين التالية. حملت حكومتا روبرت سيسل وآرثر جيمس بلفور لقب «حكومة اتحادية». في أولى سنوات القرن العشرين، كان حزب المحافظين يعرف أيضًا باسم الحزب الاتحادي. في عام 1909، تغير اسم حزب المحافظين إلى حزب المحافظين والاتحاديين، واندمج المحافظون مع الحزب الليبرالي الاتحادي بشكل رسمي في شهر مايو من عام 1912.
شهدت الحرب العالمية الأولى تشكيل حكومة ائتلافية مكونة من جميع الأحزاب، واستمرت أربع سنوات بعد الهدنة، بقي الحزب الاتحادي خلالها متحالفًا مع الحزب الوطني الليبرالي. في نهاية المطاف، تسبب الضغط الشعبي بتفكك الائتلاف، واستعاد بعدها الحزب سلطته. لكن، وبعد انفصال الدولة الإيرلندية الحرة في عام 1922، أصبح اسم «الحزب المحافظ»، أكثر شيوعًا من اسم «الحزب الاتحادي».
سيطر الحزب المحافظ مرة أخرى على المشهد السياسي في فترة ما بين الحربين ابتداءً من عام 1931، وذلك بعد دخوله بقوة في حكومة وطنية انهار فيها منافسوه الرئيسيون في حزبي الليبراليين والعمال. اتبع الحزب تعريفات جمركية حمائية وسياسات تفرض ضرائب منخفضة خلال سنوات الكساد الكبير في ثلاثينيات القرن العشرين. في السياسة الخارجية، اتبع الحزب سياسة السلام والتهدئة مع إيطاليا وألمانيا حتى عام 1939. في أواخر ثلاثينيات القرن العشرين، دعم الحزب برنامج إعادة التسليح المتسارع بهدف اللحاق بألمانيا. نشبت الأزمة في عام 1940 بعدما تمكنت ألمانيا من هزيمة فرنسا وبريطانيا، ووقف الكومنولث بمفرده في وجه أدولف هتلر. نتيجة لذلك، شُكلت حكومة حرب ائتلافية مكونة من جميع الأحزاب مع تعليق التحزب السياسي. في انتخابات عام 1945، خسر الحزب السلطة لصالح حزب العمال بأغلبية ساحقة.  
قبل المحافظون واقع برنامج تأميم حكومة حزب العمال وإنشاء دولة الرفاهية وفرض الضرائب المطلوبة لإقامتها. مع ذلك، وبعد عودته إلى السلطة في عام 1951، تسببت السياسات التي اتبعها الحزب المحافظ في خلق حالة متزايدة من الازدهار الاقتصادي والوطني خلال خمسينيات القرن العشرين. واجه الحزب عددًا من الصعوبات في ستينيات وسبعينيات القرن العشرين، لكن، تمكنت مارغريت ثاتشر، بعد وصولها إلى زعامة الحزب في عام 1975، من تحويل الحزب السياسي إلى برنامج اقتصادي نقدي، فبعد فوزها في انتخابات عام 1979، اشتهرت حكومتها باتباع نهج السوق الحرة وخصخصة المرافق العامة لمعالجة المشاكل الاقتصادية. عاش الحزب المحافظ حينها فترة ذهبية، إذ تمكنت ثاتشر من تحقيق فوزين ساحقين متتاليين للحزب في انتخابات عامي 1983 و 1987.
مع ذلك، وفي نهاية ثمانينيات القرن الماضي، تسبب التراجع في شعبية ثاتشر داخل الحزب البرلماني، إضافة إلى معارضتها لتغيير سياساتها التي كان يُعتقد أنها ستساهم في تراجع عدد الأصوات المؤيدة لحزبها في الانتخابات، إلى الإطاحة بها في عام 1990، واستبدالها بجون ميجر، الذي فاز بانتخابات عام 1992 ينتيجة غير متوقعة. تعرضت حكومة ميجر لصفعة قوية بعد اضطرار الحكومة البريطانية، في وقت لاحق من العام ذاته، إلى سحب الجنيه الإسترليني من آلية سعر الصرف الأوروبية (ERM) بعد محاولة فاشلة لإبقاء الجنيه أعلى من الحد الأدنى من سعر الصرف الذي تفرضه إدارة مخاطر النقد، ما تسبب بتراجع سمعة الحزب الجيدة في مجال الإشراف المالي، بشكل كبير. تمكنت البلاد من تحقيق التعافي الاقتصادي في منتصف تسعينيات القرن العشرين. مع ذلك، تسببت الحملة المعارضة التي قادها حزب العمال ضد حزب المحافظين في انتخابات عام 1997 إلى هزيمة الأخير وفوز العمال بنتيجة ساحقة. عاد حزب المحافظين إلى الحكومة في ائتلاف جديد تحت قيادة ديفيد كاميرون بعد الانتخابات العامة لعام 2010. تمكن المحافظون من الفوز بأغلبية ساحقة في الانتخابات العامة لعام 2015، وشهدوا عودة كاميرون إلى السلطة مرة ثانية. خسر المحافظون الأغلبية في الانتخابات العامة لعام 2017، وشكلوا اتفاقية ثقة وتعاون مع حزب الديموقراطيين الليبراليين (تحالف كاميرون كليغ). تحت قيادة بوريس جونسون، تمكن المحافظون من استعادة الأغلبية في الانتخابات العامة لعام 2019، بنتيجة كانت الأفضل للحزب منذ عهد ثاتشر.

## القرن التاسع عشر

### الأصول
نشأ حزب المحافظين الحديث في ثلاثينيات القرن التاسع عشر، إذ انبثق عن حزب المحافظين (Tory Party) الذي تشكل قرابة عام 1812، وكان بيان تامورث لعام 1834 نقطة تحول مفصلية تاريخية في تاريخ الحزب. كانت التحالفات السياسية في تلك الحقبة الزمنية أكثر مرونة من مثيلاتها في عصرنا هذا، مع وجود العديد من التجمعات الفردية. منذ ثمانينيات القرن الثامن عشر وحتى عشرينيات القرن التاسع عشر، كانت الجماعات اليمينية التابعة لويليام بيت الأصغر، هي المهيمنة على الحياة السياسية في البلاد. بدءًا من عام 1812 تقريبًا، أصبح اسم «Tory» الاسم الأكثر شيوعًا الذي توصف به الأحزاب الجديدة والتي أطلق عليها المؤرخ روبرت بليك اسم « أسلاف المحافظين». يضيف بليك أن «خلفاء بيت الذين أتوا بعد عام 1812، لم يكونوا بأي حال من الأحوال حاملين للواء «المحافظين الحقيقيين»». لم يستخدم بيت مصطلح «Tory» على الإطلاق، وأدت الخلافات حول الإصلاح السياسي في عشرينيات القرن التاسع عشر، وخصوصًا حول عملية التحرر الكاثوليكي، إلى تفكك هذا التجمع. انهارت حكومة الدوق ويلينجتون في عام 1831 وسط انهيار في شعبية الحزب اليميني. وبدأ روبرت بيل، الذي أصبح بعدها عضوًا في الأقلية، بتشكيل تحالف قوى جديد. أصدر بيل بيان تامورث في عام 1834، وحدد بموجبه المبادئ الأساسية للحزب المحافظ، وشكل في نفس العام حكومة لم تدم طويلًا. مع انهيار حكومة لورد ميلبورن، إثر هزيمة الحزب اليميني في انتخابات عام 1841، تولى بيل رئاسة الحكومة بأغلبية ساحقة، وبدا حينها مهيأ لحكم البلاد لفترة طويلة من الزمن.